# Manlio Sgalambro
 (janvier 2011).
Manlio Sgalambro, né à Lentini (Sicile) le 9 décembre 1924, et mort à Catane le 6 mars 2014, est un philosophe et écrivain italien.

## Biographie
« La naissance et la mort sont les deux moments uniques réels. Le reste est un rêve, interrompu par quelques éclairs insignifiants de veille. »

## Publications
- La morte del sole (Adelphi, 1982 –  (ISBN 8845912035 et 9788845912030)), apparu aussi en Allemagne comme Vom Tod der Sonne (Hanser, 1988).
- Trattato del'empietà (Adelphi, 1987 –  (ISBN 9788845919770)).
- Del metodo ipocondriaco (Il girasole, 1989).
- Anatol (Adelphi, 1990 –  (ISBN 9788845907371)), publié aussi en France (Circé, 1991 –  (ISBN 9782908024227)).
- Del pensare breve (Adelphi, 1991 –  (ISBN 9788845908200)), traduit aussi en France comme De la pensée brève (Circé, 1995 –  (ISBN 9782908024821)).
- Dialogo teologico (Adelphi, 1993 –  (ISBN 9788845909610)), apparu aussi en France comme Éléments de théologie (Circé, 1998 –  (ISBN 9782908024463)).
- Contro la musica: sull'ethos della musica (De Martinis, 1994 –  (ISBN 9788880140078)).
- Dell'indifferenza in materia di società (Adelphi, 1994 –  (ISBN 9788845910807)).
- Dialogo sul comunismo (De Martinis, 1995 –  (ISBN 9788880140191)).
- La consolazione (Adelphi, 1995 –  (ISBN 9788845911507)), publié aussi en Espagne comme La consolación (Pre-textos, 2009 –  (ISBN 9788481919240)).
- Teoria della canzone (Bompiani, 1997 –  (ISBN 9788845230196)).
- Nietzsche: frammenti di una biografia per versi et voce (Bompiani, 1998 –  (ISBN 9788845256561)).
- Poesie (La pietra infinita, 1999).
- Trattato dell'età: una lezione di metafisica (Adelphi, 1999 –  (ISBN 9788845914904)), traduit aussi en France comme Traité de l'âge: une leçon de métaphysique (Payot, 2001 –  (ISBN 9782228893909)).
- De mundo pessimo (Adelphi, 2004 –  (ISBN 9788845918803)).
- Quaternario: racconto parigino (Il girasole, 2006).
- La conoscenza del peggio (Adelphi, 2007 –  (ISBN 9788845921483)).
- Del delitto (Adelphi, 2009 –  (ISBN 9788845924125)).
- L'impiegato di filosofia (La pietra infinita, 2010).
- Crepuscolo e notte (Mesogea, 2011 –  (ISBN 9788846920836)).

## Discographie

### Albums
- Fun club (Sony music entertainment Italia, 2001 –  (EAN 5099750496824)).

### Singles
- La mer (Sony music entertainment Italia, 2000).
- Me gustas tú (Sony music entertainment Italia, 2001).
- La canzone della galassia (Sony music entertainment Italia, 2009).

## Vidéographie

### Vidéos
- Tre poesie (2004).
- La canzone della galassia (2009).

## Collaborations

### Littérature
- Arthur Schopenhauer, La filosofia delle università (Adelphi, 1992 –  (ISBN 9788845909436)).
- Giulio Cesare Vanini, Confutazione delle religioni (De Martinis, 1993).
- Julien Benda, Discorso coerente sui rapporti tra Dio e il mondo (De Martinis, 1994).
- Giuseppe Tornatore, Una pura formalità (De Martinis, 1994).
- Maurizio Cosentino, I sistemi morali (Boemi, 1998).
- Ottavio Cappellani, La morale del cavallo: trattato dei cavalieri (Nadir, 1998).
- Tommaso Ottonieri, Elegia sanremese (Bompiani, 1998).
- Domenico Trischitta, Daniela Rocca: il miraggio in celluloide (Boemi, 1999).
- Salvo Basso, Dui (Prova d'autore, 1999).
- Manlio Sgalambro & Davide Benati, Segrete (La pietra infinita, 2001).
- Mariacatena De Leo & Luigi Ingaliso, Nell'antro del filosofo: dialogo con Manlio Sgalambro (Prova d'autore, 2002 –  (ISBN 9788886140997)).
- Manlio Sgalambro, Silvia Batisti & Rossella Lisi, Opus postumissimum: frammento di un poema (Giubbe rosse, 2002).
- Manlio Sgalambro & Antonio Contiero, Dolore e poesia (La pietra infinita, 2003).
- Vincenzo Mollica, Franco Battiato: l'alba dentro l'imbrunire (Einaudi, 2004).
- Riccardo Mondo & Luigi Turinese, Caro Hillman: venticinque scambi epistolari con James Hillman (Bollati Boringhieri, 2004 –  (ISBN 9788833914367)).
- Antonio Contiero, Galleria Buenos Aires (Aliberti, 2006 –  (ISBN 9788874241514)).
- Luca Farruggio, Bugie estatiche (Il filo, 2006 –  (ISBN 9788878424258)).
- Bruno Monsaingeon, Incontro con Nadia Boulanger (Rue Ballu, 2007 –  (ISBN 9788895689043)).
- Cristina Valenti, Ustica e le sue arti: percorsi tra impegno creatività e memoria (Titivillus, 2007 –  (ISBN 9788872181867)).
- Franco Battiato, In fondo sono contento di aver fatto la mia conoscenza (Bompiani & L'ottava, 2007).
- Anna Vasta, I malnati (I quaderni del battello ebbro, 2007 –  (ISBN 9788886861595)).
- Michele Falzone, Franco Battiato: la Sicilia che profuma d'oriente (Flaccovio, 2008 –  (ISBN 9788878044401)).
- Arnold De Vos, Il giardino persiano (Samuele, 2009).
- Angelo Scandurra, Quadreria dei poeti passanti (Bompiani, 2009 –  (ISBN 9788845263286)).
- AA.VV., Catania: non vi sarà facile si può fare lo facciamo (ANCE, 2009).
- Franco Battiato, Don Gesualdo: con i contributi di Manlio Sgalambro e Antonio Di Grado (Bompiani & Kasba comunicazioni, 2010).
- Domenico Cipriano, Novembre (Transeuropa, 2010 –  (ISBN 9788875801168)).
- Carlo Guarrera, Occhi aperti spalancati (Mesogea, 2011).

### Musique

#### Albums
- Franco Battiato, L'ombrello e la macchina da cucire (EMI music Italy & L'ottava, 1995 –  (EAN 0724383289820)).
- Franco Battiato, L'imboscata (Polygram Italy & L'ottava, 1996 –  (EAN 0731453409125)), apparu aussi en Espagne comme La emboscada (Polygram Italy & L'ottava, 1997 –  (EAN 0731453462120)).
- Franco Battiato, L'imboscata tour (Polygram Italy & L'ottava, 1997)
- Franco Battiato, Gommalacca (Polygram Italy & L'ottava, 1998 –  (EAN 0731455890723)).
- Franco Battiato, Fleurs (Universal music Italy & L'ottava, 1999 –  (EAN 0731454677523)).
- Franco Battiato, Campi magnetici (Sony music entertainment Italy & L'ottava, 2000 –  (EAN 5099708928025)).
- Franco Battiato, Ferro battuto (Sony music entertainment Italy & L'ottava, 2001 –  (EAN 5099750229590)), traduit aussi en Espagne comme Hierro forjado (Sony music entertainment Italy & L'ottava, 2001 –  (EAN 5099750345320)).
- AA.VV., Invasioni (New scientist, 2001).
- Franco Battiato, Fleurs 3 (Sony music entertainment Italy & L'ottava, 2002 –  (EAN 5099750888421)).
- Franco Battiato, Colonna sonora di Perduto amor (Sony music entertainment Italy & L'ottava, 2003 –  (EAN 5099751123521)).
- Alice, Viaggio in Italia (NuN entertainment, 2003 –  (EAN 4029758504321)).
- Franco Battiato, Last summer dance (Sony music entertainment Italy & L'ottava, 2003 –  (EAN 5099751370628)).
- Franco Battiato, Dieci stratagemmi: attraversare il mare per ingannare il cielo (Sony music entertainment Italy & L'ottava, 2004 –  (EAN 5099751856528)).
- Franco Battiato, Un soffio al cuore di natura elettrica (Sony music entertainment Italy & L'ottava, 2005 –  (EAN 0828767416496)).
- Franco Battiato, Il vuoto (Universal music Italy & L'ottava, 2007 –  (EAN 0602517229723)).
- Pippo Pollina, Ultimo volo: orazione civile per Ustica (Storie di note, 2007 –  (EAN 8032484730601)).
- Lilies on Mars, Lilies on Mars (Lilies on Mars, 2008).
- Fiorella Mannoia, Il movimento del dare (Sony music entertainment Italy, 2008 –  (EAN 0886974055525)).
- Franco Battiato, Fleurs 2 (Universal music Italy & L'ottava, 2008 –  (EAN 0602517883819)).
- Alice, Lungo la strada (EMI music Italy, 2009).
- Carmen Consoli, Elettra (Universal music Italy & Narciso records, 2009 –  (EAN 0602527232089)).
- Franco Battiato, Inneres Auge: il tutto è più della somma delle sue parti (Universal music Italy & L'ottava, 2009 –  (EAN 0602527226668)).
- Milva, Non conosco nessun Patrizio (Universal music Italy, 2010 –  (EAN 0602527485010)).
- Carmen Consoli, Per niente stanca (Universal music Italy & Narciso records).

#### Singles
- Franco Battiato, Strani giorni (Polygram Italia & L'ottava, 1996 –  (EAN 0731457869420)).
- Franco Battiato, Shock in my town (Polygram Italia & L'ottava, 1998 –  (EAN 0731456637921)).
- Franco Battiato, Il ballo del potere (Polygram Italia & L'ottava, 1996).
- Franco Battiato, Running against the grain (Sony music entertainment Italia & L'ottava, 2001 –  (EAN 5099750112922)).
- Alice, Come un sigillo (NuN entertainment, 2003).
- Franco Battiato, Il vuoto (Universal music Italia & L'ottava, 2007).
- Franco Battiato, Tutto l'universo obbedisce all'amore (Universal music Italia & L'ottava, 2008).
- Franco Battiato, Inneres Auge (Universal music Italia & L'ottava, 2009).

#### Chansons
- L'ombrello e la macchina da cucire (1995 – paroles par Manlio Sgalambro; musique par Franco Battiato).
- Breve invito a rinviare il suicidio (1995 – paroles par Manlio Sgalambro; musique par Franco Battiato).
- Piccolo pub (1995 – paroles par Manlio Sgalambro; musique par Franco Battiato).
- Fornicazione (1995 – paroles par Manlio Sgalambro; musique par Franco Battiato).
- Gesualdo da Venosa (1995 – paroles par Manlio Sgalambro; musique par Franco Battiato).
- Moto browniano (1995 – paroles par Manlio Sgalambro; musique par Franco Battiato).
- Tao (1995 – paroles par Manlio Sgalambro; musique par Franco Battiato).
- Un vecchio cameriere (1995 – paroles par Manlio Sgalambro; musique par Franco Battiato).
- L'esistenza di Dio (1995 – paroles par Manlio Sgalambro; musique par Franco Battiato).
- Di passaggio (1996 – paroles par Franco Battiato et Manlio Sgalambro; musique par Franco Battiato).
- Strani giorni (1996 – paroles par Manlio Sgalambro; musique par Franco Battiato).
- La cura (1996 – paroles par Franco Battiato et Manlio Sgalambro; musique par Franco Battiato).
- Ein Tag aus dem Leben des kleinen Johannes (1996 – paroles par Manlio Sgalambro; musique par Franco Battiato).
- Amata solitudine (1996 – paroles par Manlio Sgalambro; musique par Franco Battiato).
- Splendide previsioni (1996 – paroles par Manlio Sgalambro et Fleur Jaeggy; musique par Franco Battiato).
- Ecco com'è che va il mondo (1996 – paroles par Manlio Sgalambro; musique par Franco Battiato).
- Segunda-feira (1996 – paroles par Manlio Sgalambro; musique par Franco Battiato).
- Memoria di Giulia (1996 – paroles par Manlio Sgalambro; musique par Franco Battiato).
- Serial killer (1996 – paroles par Manlio Sgalambro; musique par Franco Battiato).
- Decline and fall of the Roman empire (1996 – paroles par Manlio Sgalambro; musique par Franco Battiato).
- Shock in my town (1998 – paroles par Franco Battiato et Manlio Sgalambro; musique par Franco Battiato).
- Auto da fé (1998 – paroles par Franco Battiato et Manlio Sgalambro; musique par Franco Battiato).
- Casta diva (1998 – paroles par Franco Battiato et Manlio Sgalambro; musique par Franco Battiato).
- Il ballo del potere (1998 – paroles par Franco Battiato et Manlio Sgalambro; musique par Franco Battiato).
- La preda (1998 – paroles par Manlio Sgalambro; musique par Franco Battiato).
- Il mantello e la spiga (1998 – paroles par Manlio Sgalambro; musique par Franco Battiato).
- È stato molto bello (1998 – paroles par Manlio Sgalambro; musique par Franco Battiato).
- Quello che fu (1998 – paroles par Manlio Sgalambro; musique par Franco Battiato).
- Vite parallele (1998 – paroles par Manlio Sgalambro; musique par Franco Battiato).
- E.Shackleton (1998 – paroles par Manlio Sgalambro et Fleur Jaeggy; musique par Franco Battiato).
- Stage door (1998 – paroles par Franco Battiato et Manlio Sgalambro; musique par Franco Battiato).
- Emma (1998 – paroles par Manlio Sgalambro; musique par Franco Battiato).
- L'incantesimo (1998 – paroles par Manlio Sgalambro; musique par Franco Battiato).
- Medievale (1999 – paroles par Manlio Sgalambro; musique par Franco Battiato).
- Invito al viaggio (1999 – paroles par Manlio Sgalambro; musique par Franco Battiato).
- Running against the grain (2001 – paroles par Manlio Sgalambro et Franco Battiato; musique par Franco Battiato).
- Bist du bei mir (2001 – paroles par Manlio Sgalambro et Franco Battiato; musique par Franco Battiato).
- La quiete dopo un addio (2001 – paroles par Manlio Sgalambro et Franco Battiato; musique par Franco Battiato).
- Personalità empirica (2001 – paroles par Manlio Sgalambro et Franco Battiato; musique par Franco Battiato).
- Il cammino interminabile (2001 – paroles par Manlio Sgalambro; musique par Franco Battiato).
- Lontananze d'azzurro (2001 – paroles par Manlio Sgalambro et Franco Battiato; musique par Franco Battiato).
- Sarcofagia (2001 – paroles par Manlio Sgalambro; musique par Franco Battiato).
- Scherzo in minore (2001 – paroles par Franco Battiato et Manlio Sgalambro; musique par Franco Battiato, Django Reinhardt et Stéphane Grappelli).
- Il potere del canto (2001 – paroles par Manlio Sgalambro; musique par Franco Battiato).
- Invasione di campo (2001 – paroles par Manlio Sgalambro; musique par Luca Nuzzolo).
- Come un sigillo (2002 – paroles par Franco Battiato et Manlio Sgalambro; musique par Franco Battiato).
- Tra sesso e castità (2004 – paroles par Manlio Sgalambro et Franco Battiato; musique par Franco Battiato).
- Le aquile non volano a stormi (2004 – paroles par Manlio Sgalambro et Franco Battiato; musique par Kinimori Yajima et Franco Battiato).
- Ermeneutica (2004 – paroles par Manlio Sgalambro et Franco Battiato; musique par Franco Battiato).
- Fortezza Bastiani (2004 – paroles par Franco Battiato et Manlio Sgalambro; musique par Franco Battiato).
- Odore di polvere da sparo (2004 – paroles par Manlio Sgalambro; musique par Franco Battiato et Krisma).
- Conforto alla vita (2004 – paroles par Manlio Sgalambro; musique par Franco Battiato).
- 23 coppie di cromosomi (2004 – paroles par Manlio Sgalambro; musique par Franco Battiato et Krisma).
- Apparenza e realtà (2004 – paroles par Manlio Sgalambro et Franco Battiato; musique par Franco Battiato et Krisma).
- La porta dello spavento supremo (2004 – paroles par Franco Battiato et Manlio Sgalambro; musique par Franco Battiato).
- Il vuoto (2007 – paroles par Franco Battiato et Manlio Sgalambro; musique par Franco Battiato).
- I giorni della monotonia (2007 – paroles par Franco Battiato et Manlio Sgalambro; musique par Franco Battiato).
- Aspettando l'estate (2007 – paroles par Manlio Sgalambro; musique par Franco Battiato).
- Niente è come sembra (2007 – paroles par Franco Battiato et Manlio Sgalambro; musique par Franco Battiato).
- Tiepido aprile (2007 – paroles par Franco Battiato et Manlio Sgalambro; musique par Franco Battiato).
- The game is over (2007 – paroles par Franco Battiato et Manlio Sgalambro; musique par Franco Battiato).
- Io chi sono (2007 – paroles par Franco Battiato et Manlio Sgalambro; musique par Franco Battiato).
- Stati di gioia (2007 – paroles par Franco Battiato et Manlio Sgalambro; musique par Franco Battiato).
- Il movimento del dare (2008 – paroles par Manlio Sgalambro et Franco Battiato; musique par Franco Battiato).
- Tutto l'universo obbedisce all'amore (2008 – paroles par Manlio Sgalambro; musique par Franco Battiato).
- Tibet (2008 – paroles par Manlio Sgalambro et Franco Battiato; musique par Franco Battiato).
- Marie ti amiamo (2009 – paroles par Franco Battiato, Carmen Consoli et Manlio Sgalambro; musique par Franco Battiato et Carmen Consoli).
- Inneres Auge (2009 – paroles par Franco Battiato et Manlio Sgalambro; musique par Franco Battiato).
- 'U cuntu (2009 – paroles par Franco Battiato et Manlio Sgalambro; musique par Franco Battiato).
- Non conosco nessun Patrizio (2010 – paroles par Manlio Sgalambro; musique par Franco Battiato et Juri Camisasca).

### Cinéma

#### Films
- 2003 : Sous le ciel de Sicile (Perdutoamor) de Franco Battiato
- 2005 : Musikanten de Franco Battiato
- 2007 : Niente è come sembra (it) de Franco Battiato

#### Documentaires
- Daniele Consoli, La verità sul caso del signor Ciprì et Maresco (Zelig, 2004).
- Guido Cionini, Manlio Sgalambro: il consolatore (Nexmedia, 2006).
- Franco Battiato, Auguri don Gesualdo (Bompiani & Kasba comunicazioni, 2010 –  (ISBN 9788845265860)).

#### Vidéos
- Franco Battiato, L'ombrello e la macchina da cucire (1995).
- Franco Battiato, Di passaggio (1996).
- Franco Battiato, Strani giorni (1996).
- Franco Battiato, Shock in my town (1998).
- Franco Battiato, Running against the grain (2001).
- Franco Battiato, Bist du bei mir (2001).
- Franco Battiato, Ermeneutica (2004).
- Franco Battiato, La porta dello spavento supremo (2004).
- Franco Battiato, Il vuoto (2007).
- Franco Battiato, Inneres Auge (2009).

### Théâtre
- Manlio Sgalambro & Franco Battiato, Il cavaliere dell'intelletto: opera in due atti per l'ottocentenario della nascita di Federico II di Svevia (1994).
- Manlio Sgalambro & Franco Battiato, Socrate impazzito (1995).
- Manlio Sgalambro & Franco Battiato, Gli Schopenhauer (1998).
- Igor Stravinsky, L'Histoire du soldat (1999).
- Franco Battiato, Campi magnetici: i numeri non si possono amare (2000).
- Pippo Pollina, Ultimo volo: orazione civile per Ustica (2007).
- Manlio Sgalambro, Carlo Guarrera & Rosalba Bentivoglio, Frammenti per versi e voce (2009).

### Télévision
- Franco Battiato, Bitte keine réclame (2004).

## Curiosités

### Musique
- Dans Di passaggio (de L'imboscata) il lit en grec ancien:

« Ταυτο τενι ζων και τεθνηκος και εγρηγορος και καθευδον και νεον και γηραιον ταδε γαρ μεταπεσοντα εκεινα εστι κακεινα παλιν ταυτα. »

- Dans Invito al viaggio (de Fleurs) il lit:

« Je t'invite au voyage au pays qui te ressemble. Les soleils mouillés de ces ciels brouillés pour mon esprit ont les charmes, de tes traîtres yeux, brillant à travers leurs larmes. Là, tout n'est qu'ordre et beauté, calme et volupté. Le monde s'endort dans une chaude lumière d'hyacinthe et d'or. Vois sur ces canaux dormir ces vaisseaux. C'est pour assouvir ton moindre désir qu'ils viennent du bout du monde. »

- Dans Corpi in movimento (de Campi magnetici) il lit:

« Si je vois dans mes points un système quelconque de choses, par exemple le système d’amour, de la loi, ou du ramoneur..., et qu’alors je conçois tous mes axiomes comme des relations entre ces choses, alors mes théorèmes, par exemple celui de Pythagore, vaudront aussi pour ces choses. »

### Cinéma
- En Perduto amor il interprète Martino Alliata, le professeur de Philosophie du personnage principal (Corrado Fortuna).
- En Musikanten il interprète un noble de Siena.

### Theâtre
- Dans L'histoire du soldat et en Campi magnetici il est le narrateur.